# Ben Savage

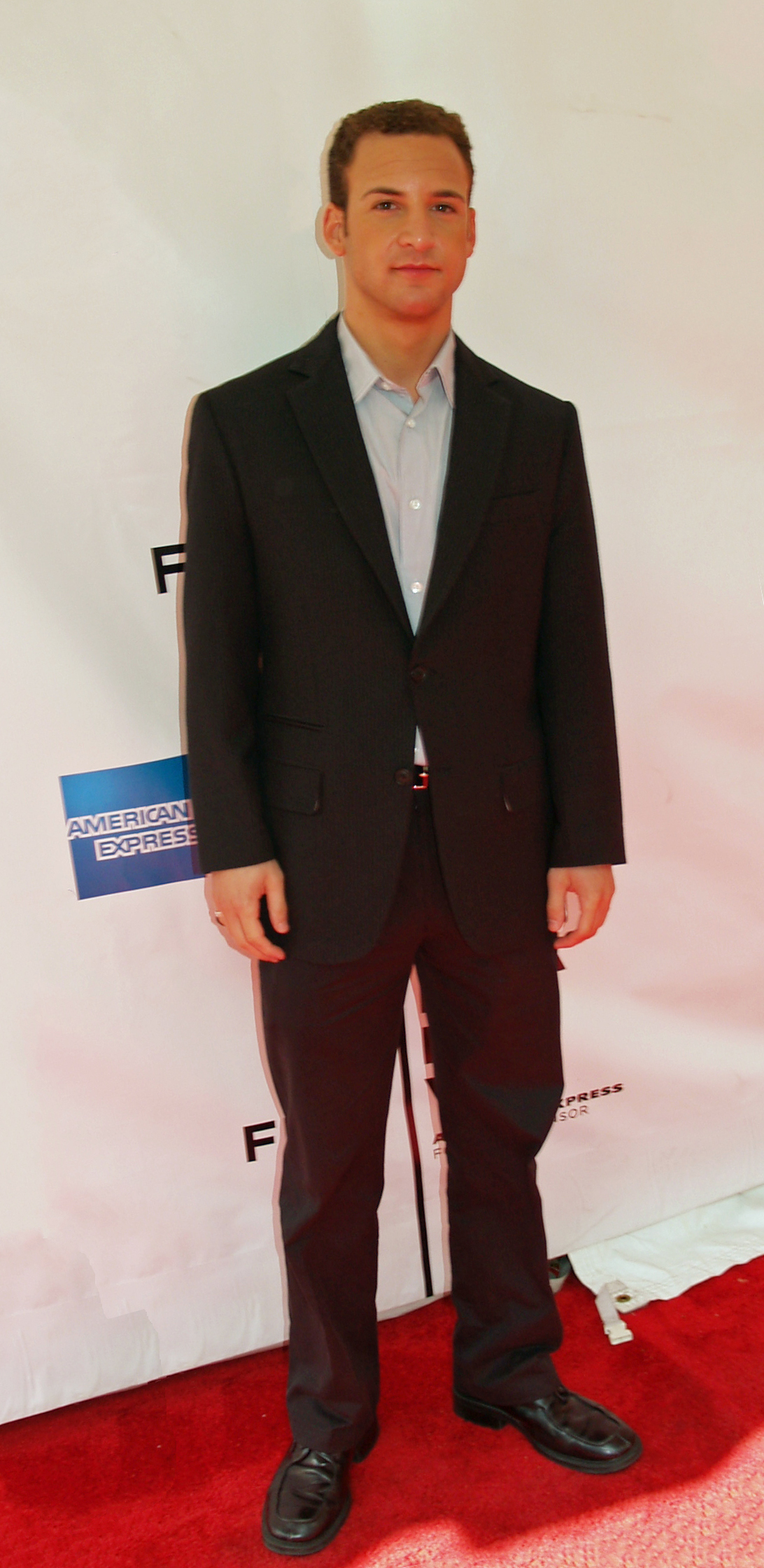
Ben Savage

Ben Savage (* 13. September 1980 in Chicago, Illinois, als Bennett Joseph Savage) ist ein US-amerikanischer Schauspieler.

## Leben
Für die Schauspielerei begeistert wurde Ben Savage durch seinen vier Jahre älteren Bruder Fred Savage, der die Hauptrolle in der Serie Wunderbare Jahre spielte.
Nach einigen kleinen Filmrollen und Gastauftritten in Fernsehserien, darunter auch in Wunderbare Jahre, erhielt Ben Savage 1993 die Hauptrolle des Cory Matthews in der Comedyserie Das Leben und Ich. Die Serie lief sieben Jahre lang, und Savage avancierte durch sie zu einem Kinderstar.
Nach dem Ende der Serie absolvierte er ein Studium der Politikwissenschaft an der renommierten Stanford University, das er 2004 erfolgreich beendete.
Von 2014 bis 2017 war er in der Jugend-Sitcom Das Leben und Riley, einer Fortsetzung zu Das Leben und Ich, wieder in seiner Rolle als Cory Matthews zu sehen. Sowohl bei seinen Gastauftritten in Criminal Minds als auch Homeland, stellte er die von Mandy Patinkin gespielten Rollen jeweils in jungen Jahren dar.
Seine politischen Ambitionen verdeutlichte Savage bereits im Jahr 2003 durch ein Praktikum bei dem republikanischen US-Senator Arlen Specter aus Pennsylvania im Sommer 2003. Im Jahr 2022 kandidierte er erfolglos für den Stadtrat von West Hollywood. Im März 2023 gab er bekannt, als Kandidat der demokratischen Partei im 30. Kongresswahlkreis von Kalifornien für einen Sitz im Repräsentantenhaus der Vereinigten Staaten zu kandidieren.
Ben Savage engagiert sich zudem für eine große Aidsstiftung.

## Filmografie (Auswahl)
- 1989: Kleine Monster (Little Monsters)
- 1990: Mein lieber John (Dear John, Fernsehserie)
- 1990: Wunderbare Jahre (The Wonder Years, Fernsehserie)
- 1992: Immer Ärger mit der Sippschaft (Big Girls Don’t Cry… They Get Even)
- 1993: Wild Palms (Fernsehserie, 6 Episoden)
- 1993–2000: Das Leben und Ich (Boy Meets World, Fernsehserie)
- 1994: Clifford – Das kleine Scheusal (Clifford)
- 2006: Car Babes
- 2008: Chuck (Fernsehserie, Episode 2x04)
- 2011: Bones – Die Knochenjägerin (Bones, Fernsehserie, Episode 7x04)
- 2011: Shake It Up – Tanzen ist alles (Shake It Up, Fernsehserie, Episode 2x06)
- 2014–2017: Das Leben und Riley (Girl Meets World, Fernsehserie)
- 2015, 2020: Criminal Minds  (Fernsehserie, 2 Episoden)
- 2017: The Leftovers (Fernsehserie, Episode 3x04)
- 2018: Speechless (Fernsehserie, 3x01)